# Группа разработки финансовых мер борьбы с отмыванием денег на Ближнем Востоке и в Северной Африке

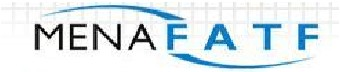
Логотип группы

Группа разработки финансовых мер борьбы с отмыванием денег на Ближнем Востоке и в Северной Африке (МЕНАФАТФ) — региональная группа по типу ФАТФ. 

## История
Группа разработки финансовых мер борьбы с отмыванием денег на Ближнем Востоке и в Северной Африке (МЕНАФАТФ) создана 30 ноября 2004 года. Штаб-квартира группы расположена в Королевстве Бахрейн. МЕНАФАТФ имеет статус ассоциированного члена в рамках ФАТФ.

## Цель
Целями МЕНАФАТФ являются построение в регионе эффективной системы по борьбе с отмыванием денег и финансированием терроризма, реализация рекомендаций ФАТФ, соответствующих конвенций ООН и резолюций Совета Безопасности ООН, исследование типологий и сотрудничество с международными организациями, занимающимися вопросами борьбы с отмыванием денег и финансированием терроризма.

## Члены и наблюдатели
Государства-члены
- Алжир
- Бахрейн
- Джибути
- Египет
- Иордания
- Ирак
- Йемен
- Катар
- Кувейт
- Ливан
- Ливия
- Мавритания
- Марокко
- Объединённые Арабские Эмираты
- Оман
- Государство Палестина
- Саудовская Аравия
- Сирия
- Сомали
- Судан
- Тунис

Государства-наблюдатели
- Испания
- Палестина
- Великобритания
- Ирландия
- Соединённые Штаты Америки
- Франция

Организации-наблюдатели
- Азиатско-Тихоокеанская группа по борьбе с отмыванием денег
- Всемирная таможенная организация
- Всемирный банк
- Группа подразделений финансовой разведки «Эгмонт»
- Международный валютный фонд
- Совет сотрудничества арабских государств Персидского залива
- Управление ООН по наркотикам и преступности
- ФАТФ